# Leszek Elas
Leszek Elas (ur. 15 maja 1957 w Prochowicach) – generał brygady Straży Granicznej (od 2010 roku), w latach 2008–2012 komendant główny Straży Granicznej.

## Życiorys
Jest absolwentem Wydziału Prawa i Administracji Uniwersytetu Gdańskiego. W 1986 roku ukończył także aplikację sędziowską.
W latach 1984–1991 był pracownikiem naukowym Wydziału Prawa i Administracji Uniwersytetu Gdańskiego. W latach 1991–2000 był funkcjonariuszem Urzędu Ochrony Państwa, w tym w od 1997 roku – dyrektorem Zarządu Śledczego Urzędu Ochrony Państwa.
W lutym i marcu 1993 r., będąc funkcjonariuszem UOP, uczestniczył w przejęciu dokumentów majora Jerzego Frączkowskiego (tzw. "prowokacja uranowa"). Frączkowski, były funkcjonariusz SB, przechowywał w swoim mieszkaniu dokumenty SB na temat Lecha Wałęsy i Lecha Kaczyńskiego, a także Bogdana Borusewicza i Bogdana Lisa. Z Frączkowskim skontaktowały się osoby zainteresowane handlem materiałami radioaktywnymi i dostarczyły substancję, która miała być uranem (nie jest pewne, czy była nim naprawdę). Następnie UOP wszedł do mieszkania Frączkowskiego, uzasadniając to akcją przeciwko handlarzom materiałami radioaktywnymi, i przejął wspomniane dokumenty. Według Janusza Kaczmarka, który nadzorował akcję od strony prokuratury, "wszystko wskazuje na to", że operacja przerzutu uranu została wymyślona przez służby specjalne; Kaczmarek stwierdził, że sam padł wtedy ofiarą prowokacji służb.
Później, jako członek czteroosobowej komisji, Leszek Elas uczestniczył w otwarciu tzw. szafy Lesiaka.
W latach 2000–2002 był dyrektorem Biura Dochodzeniowo-Śledczego Komendy Głównej Straży Granicznej. W późniejszym okresie pracował w przedsiębiorstwach telekomunikacyjnych, w tym w TP Internet sp. z o.o. oraz w Polkomtelu S.A. W styczniu 2008 roku został powołany na funkcję komendanta głównego Straży Granicznej. Z funkcji tej został odwołany z dniem 10 kwietnia 2012 roku.
10 listopada 2010 roku otrzymał nominację na stopień generała brygady Straży Granicznej.

## Odznaczenia
- Srebrny Krzyż Zasługi – 1998[9]
- Srebrny Medal „Za zasługi dla obronności kraju”
- Złoty Medal „Za Zasługi dla Straży Granicznej”
- Złota Odznaka „Zasłużony dla Ochrony Przeciwpożarowej” – 2010[10]
- Odznaka Honorowa „Bene Merito” – 2010[11]
- Medal „Pro Memoria” – 2012[12]